# TAC Stark
O Stark é um jipe compacto e o primeiro modelo de produção em série da TAC. Este projeto surgiu através de uma iniciativa da Federação das Indústrias do Estado de Santa Catarina (FIESC) pelo fato do estado ter grande quantidade de produtores de peças, mas não possuir montadoras de veículos. É movido por um motor diesel 2.3 turbointercooler. Se destaca devido a aspectos como o chassi tubular e a suspensão individual nas 4 rodas em duplo A.

## Projeto
Para a concepção do Stark, foram feitos grandes investimentos em Pesquisa & Desenvolvimento. O design do 4×4 foi criado em terras brasileiras por profissionais que conhecem das nossas estradas e desejos, incorporando estilo, itens mecânicos e conforto sem perder a trilha.
A empresa utilizou de tecnologia e experiência para proporcionar um carro com alto padrão de qualidade. O jipe foi levado ao extremo em todos os sentidos, suportando obstáculos e avançando em testes para trazer até você o melhor 4×4 genuinamente brasileiro, com rigor mundial de produção e montagem. A empresa utilizou avançados softwares 3D e aliou seu conhecimento adquirido ao longo dos anos para proporcionar um projeto com alto nível de qualidade, que até então parecia ser acessível apenas às grandes empresas.
Da simulação virtual ao carro finalizado, o percurso foi feito com completa segurança. O Stark uniu robustez com design de formas suaves e curvilíneas, que proporcionam uma excelente aerodinâmica e ainda asseguram um visual esportivo e contemporâneo.
Para definir os componentes do veículo, a TAC dispôs de softwares de desenvolvimento virtual de produtos (VPD), usado pelas grandes montadoras do mundo. Os sistemas mecânicos: transmissão, suspensão, direção e a inovadora estrutura tubular foram dimensionados com as melhores práticas da engenharia e intensamente testados.

## Motorização
O motor que impulsiona o Stark é o S23, um 2.3L 16V Turbodiesel Intercooler, inédito no Brasil, fornecido pela FPT – Powertrain Technologies, maior fabricante de sistemas de propulsão da América Latina. O propulsor possui quatro cilindros, injeção direta common-rail e gera 127 cv a 3.600 rpm, com um torque de 30,6 kgfm a 1.800 rpm.
Desenvolvido e fabricado na Itália, o motor também será produzido na planta brasileira de Sete Lagoas (MG), a partir de 2009. Outro destaque deste produto é sua ótima relação peso x torque – superior a maior parte dos motores 3.0L disponíveis no mercado. O S23 alia excelente desempenho e baixo consumo, com reduzidos índices de emissões de poluentes, atendendo à norma de controle Euro III e predisposto para Euro IV e Euro V.

## Características
O Stark 4WD é o mais novo veículo 4×4 com reduzida e suspensão independente de longo curso nas quatro rodas. Tem design inovador, tecnologia de ponta e alta performance.
Com capacidade para rodar em qualquer tipo de terreno, atende tanto os praticantes de off-road quanto àqueles que buscam um carro arrojado para uso urbano. Este é o fora-de-estrada mais leve da categoria com motorização diesel e o de maior altura livre do solo.
Tem transmissão de 5 velocidades sincronizadas, com reduzida, freios a disco ventilado nas 4 rodas, direção hidráulica, ar condicionado, vidros e travas elétricas, carroceria para 4 lugares individuais com painéis de material composto e plásticos de engenharia, estrutura tubular, distância de 2.540 mm entre-eixos.
- Design próprio e inovador, voltado à função e atualizado esteticamente. 
- Estrutura principal de proteção com santo-antônio integrado. 
- Tanque de combustível de 70 litros totalmente protegido pela estrutura principal. 
- Estrutura reforçada: A estrutura tubular do Stark 4WD conta com uma elevada resistência mecânica, oferecendo segurança e estabilidade do veículo em trilhas e minimizando riscos ao condutor e passageiros.
- Distribuição de peso: A melhor distribuição de peso entre eixos da sua categoria garante maior tração em situações adversas, e ainda reduz o gasto dos demais equipamentos do Stark.